# 永勝寺 (横浜市)
永勝寺（えいしょうじ）は、横浜市戸塚区にある真宗大谷派の寺院。浄土真宗関東七大寺の一つ。

## 概要
創建年代は不詳である。もともとは天台宗寺院であったが、寺院が鎌倉道沿いにあるため親鸞の帰依を受け、後に改宗した。
戦国時代には荒廃したが、小田原北条氏と甲斐武田氏の善得寺会盟により、武田信玄が再興し、現在、横浜市内唯一の武田氏史跡となっている。
境内には、親鸞手掘りの井戸のほか、阿弥陀堂の聖徳太子像が神奈川県重要文化財に指定されている。